# Бюль (футбольний клуб)
Футбольний клуб Бюль (фр. Football Club Bulle) — швейцарський футбольний клуб з міста Бюль. Клуб засновано 1910 року.

## Хронологія виступів
- 1910-1973 : регіональна ліга
- 1973-1977 : 1 ліга
- 1977 - 1978 : Національна ліга B
- 1978 - 1980 : 1 ліга
- 1980 - 1981 : Національна ліга B
- 1981 - 1983 : Національна ліга A
- 1983 - 1992 : Національна ліга B
- 1992 - 1993 : Національна ліга A
- 1993 - 1994 : Національна ліга B
- 1994 - 2003 : 1 ліга
- 2003 - 2005 : Челедж-ліга
- 2006 - 2010 : 1 ліга
- 2010 - 2011 : Межрегіональна ліга
- 2011 - 2012 : 1 ліга
- 2012 - 2014 : Класична ліга
- 2014 : Межрегіональна ліга
- 2018 : 1 ліга

## Відомі тренери
- 2009—2010:  Стефан Аншо
- 2011–2012:  Бела Бодоньї